# 糙尾隆背鰩
糙尾隆背鰩（學名：Notoraja hirticauda），為軟骨魚綱鰩目單鰭鰩科隆背鰩屬的一種，分布於東印度洋西澳大利亞鯊魚灣至蒙特貝羅群島海域，深度500至760公尺，本魚身體呈心形，有長長的腹鰭，尾部有小刺，身體顏色為乳白色到白色，靠近頭部的地方略帶粉紅色，腹面透明，眼睛是黑色，體長可達44.8公分，棲息在沙泥底質海域，為深海底棲性魚類，屬肉食性，卵生, 生活習性不明。